# Leichtathletik-Länderkampf der Männer 1974 BR Deutschland – Polen
| 14. Leichtathletik-Länderkampf mit bundesdeutscher Beteiligung 1974 | 14. Leichtathletik-Länderkampf mit bundesdeutscher Beteiligung 1974 |
| ------------------------------------------------------------------- | ------------------------------------------------------------------- |
|                                                                     |                                                                     |
| Ländervergleich der Männer: BR Deutschland – Polen                  |                                                                     |
| Austragungsort                                                      | Augsburg                                                            |
| Wettbewerbe                                                         | 21                                                                  |
| Datum                                                               | 13./14. Juli                                                        |
| 1. FRG 2. POL                                                       | 239 Punkte 191 Punkte                                               |
| Chronik                                                             |                                                                     |
| ← NOR-FRG-DNK-FIN- 00ISL-SWE (F)                                    | FRG-POL (F) →                                                       |

Im vierzehnten Vergleich des Länderkampfjahres 1974 ging es für die bundesdeutschen Männer wieder einmal gegen Polen. Das letzte Aufeinandertreffen der beiden Nationen im Jahr 1967 war unentschieden ausgegangen, nachdem die bundesdeutsche Mannschaft davor fünf Niederlagen in Folge hatte einstecken müssen. Die nun zwölfte Begegnung zwischen den beiden Ländern fand am 13./14. Juli in Augsburg statt. Die Bilanz lautete bei einem Remis sieben zu drei für Polen.

## Wettbewerbe und Modus
Auf dem Programm stand neben den bei Länderkämpfen üblichen zwanzig Disziplinen zusätzlich noch das 20.000-Meter-Bahngehen. Aus dem olympischen Wettbewerbskatalog fehlten nur der Marathonlauf, die beiden Disziplinen im Straßengehen und der Zehnkampf. Am Start waren drei Teilnehmer je Land und Wettbewerb. Die Punkte in den Einzeldisziplinen wurden nach folgendem System verteilt: 1. Platz: 7 Punkte / 2. Pl.: 5 P. / 3. Pl.: 4 P. / 4. Pl.: 3 P. / … In den Staffeln gab es wie üblich fünf zu zwei Punkte.

## Ergebnis
Die bundesdeutschen Leichtathleten gewannen sieben Einzelläufe, die Polen drei. Die Bundesrepublik kam dabei zu vier Dreifacherfolgen, Polen gelang hier kein Dreifacherfolg. Von den Staffeln ging eine an Polen und die andere an die Bundesrepublik. Der Bereich Sprung/Wurf war der einzige, in dem Polens Sportler mit drei zu eins Siegen vorne lagen. Hier erreichten sie dabei zwei Dreifacherfolge, während die bundesdeutschen Teilnehmer ohne Dreifacherfolg blieben. In der Kategorie Wurf/Stoß waren die bundesdeutschen Vertreter deutlich überlegen. Sie entschieden alle Wettbewerbe in diesem Bereich für sich. Auch das Bahngehen dominierte die Bundesrepublik mit einem Dreifachsieg. So gelang den bundesdeutschen Leichtathleten in Augsburg wieder ein Sieg über diesen starken Gegner. Mit 239 zu 191 Punkten verkürzten sie den Rückstand in ihrer Bilanz gegen Polen bei einem Unentschieden auf vier zu sieben.

## Legende
Kurze Übersicht zur Bedeutung der Symbolik – so üblicherweise auch in sonstigen Veröffentlichungen verwendet:
| DSQ | disqualifiziert |

## Resultate

### 100 m
| Platz | Athlet               | Land | Zeit (s) |
| ----- | -------------------- | ---- | -------- |
| 1     | Klaus-Dieter Bieler  | FRG  | 10,41    |
| 2     | Manfred Ommer        | FRG  | 10,43    |
| 3     | Klaus Ehl            | POL  | 10,52    |
| 4     | Andrzej Świerczyński | POL  | 10,69    |
| 5     | Zenon Licznerski     | POL  | 10,70    |
| 6     | Jan Alończyk         | FRG  | 10,82    |

Datum: 13. Juli

### 200 m
| Platz | Athlet                 | Land | Zeit (s) |
| ----- | ---------------------- | ---- | -------- |
| 1     | Franz-Peter Hofmeister | FRG  | 20,75    |
| 2     | Manfred Ommer          | FRG  | 20,95    |
| 3     | Klaus Ehl              | FRG  | 21,19    |
| 4     | Grzegorz Mądry         | POL  | 21,40    |
| 5     | Jerzy Wieczorek        | POL  | 21,56    |
| 6     | Marek Bedyński         | POL  | 21,67    |

Datum: 14. Juli

### 400 m
| Platz | Athlet                 | Land | Zeit (s) |
| ----- | ---------------------- | ---- | -------- |
| 1     | Bernd Herrmann         | FRG  | 45,21    |
| 2     | Karl Honz              | FRG  | 45,21    |
| 3     | Horst-Rüdiger Schlöske | FRG  | 45,75    |
| 4     | Jan Werner             | POL  | 46,58    |
| 5     | Mieczyslaw Wąsik       | POL  | 47,18    |
| 6     | Jan Balachowski        | POL  | 72,88    |

Datum: 13. Juli
Jan Balachowski verletzte sich, lief aber noch ins Ziel.

### 800 m
| Platz | Athlet              | Land | Zeit (min) |
| ----- | ------------------- | ---- | ---------- |
| 1     | Willi Wülbeck       | FRG  | 1:47,10    |
| 2     | Josef Schmid        | FRG  | 1:47,58    |
| 3     | Andrzej Kupczyk     | POL  | 1:47,74    |
| 4     | Ryszard Swiniarski  | POL  | 1:49,26    |
| 5     | Henryk Szordykowski | POL  | 1:50,11    |
| 6     | Reinhold Soyka      | FRG  | 1:50,47    |

Datum: 14. Juli

### 1500 m
| Platz | Athlet              | Land | Zeit (min) |
| ----- | ------------------- | ---- | ---------- |
| 1     | Henryk Szordykowski | POL  | 3:40,7     |
| 2     | Thomas Wessinghage  | FRG  | 3:41,1     |
| 3     | Henryk Wasilewski   | POL  | 3:41,5     |
| 4     | Paul-Heinz Wellmann | FRG  | 3:41,5     |
| 5     | Wlodzimierz Slaszak | POL  | 3:42,8     |
| 6     | Friedrich Kreth     | FRG  | 3:43,9     |

Datum: 13. Juli

### 5000 m
| Platz | Athlet                  | Land | Zeit (min) |
| ----- | ----------------------- | ---- | ---------- |
| 1     | Klaus-Peter Hildenbrand | FRG  | 13:43,2    |
| 2     | Karl Mann               | FRG  | 13:43,4    |
| 3     | Henryk Nogala           | POL  | 13:44,0    |
| 4     | Jerzy Kowol             | POL  | 13:46,6    |
| 5     | Willi Jungbluth         | FRG  | 13:48,2    |
| 6     | Zbigniew Pierzynka      | POL  | 14:02,8    |

Datum: 14. Juli

### 10.000 m
| Platz | Athlet                | Land | Zeit (min) |
| ----- | --------------------- | ---- | ---------- |
| 1     | Bronisław Malinowski  | POL  | 28:25,2    |
| 2     | Edward Mieczko        | POL  | 29:06,0    |
| 3     | Reinhard Leibold      | FRG  | 29:18,2    |
| 4     | Wolf-Dieter Poschmann | FRG  | 29:20,0    |
| 5     | Boleslaw Walkowiak    | POL  | 30:27,0    |
| 6     | Wolfgang Krüger       | FRG  | 30:32,2    |

Datum: 13. Juli

### 110 m Hürden
| Platz | Athlet             | Land | Zeit (s) |
| ----- | ------------------ | ---- | -------- |
| 1     | Mirosław Wodzyński | POL  | 13,68    |
| 2     | Leszek Wodzyński   | POL  | 13,80    |
| 3     | Mirosław Maichrzak | POL  | 14,11    |
| 4     | Dieter Gebhard     | FRG  | 14,38    |
| 5     | Kurt Aubele        | FRG  | 14,78    |
| 6     | Robert Heiß        | FRG  | 15,09    |

Datum: 13. Juli

### 400 m Hürden
| Platz | Athlet            | Land | Zeit (s) |
| ----- | ----------------- | ---- | -------- |
| 1     | Hermann Köhler    | FRG  | 50,42    |
| 2     | Werner Reibert    | FRG  | 50,54    |
| 3     | Jerzey Hewelt     | POL  | 50,70    |
| 4     | Tadeusz Kulczycki | POL  | 50,90    |
| 5     | Dariusz Podobas   | POL  | 51,91    |
| 6     | Falko Geiger      | FRG  | 59,92    |

Datum: 14. Juli

### 3000 m Hindernis
| Platz | Athlet            | Land | Zeit (min) |
| ----- | ----------------- | ---- | ---------- |
| 1     | Michael Karst     | FRG  | 8:30,0     |
| 2     | Gerd Frähmcke     | FRG  | 8:30,2     |
| 3     | Willi Maier       | FRG  | 8:33,6     |
| 4     | Kazimierz Maranda | POL  | 8:33,8     |
| 5     | Bogdan Dulleck    | POL  | 8:42,0     |
| 6     | Jan Kondzior      | POL  | 8:45,0     |

Datum: 14. Juli

### 4 × 100 m Staffel
| Platz | Besetzung      | Land                                                               | Zeit (s) |
| ----- | -------------- | ------------------------------------------------------------------ | -------- |
| 1     | Polen          | Andrzej Świerczyński Marek Bedyński Grzegorz Mądry Jerzy Wieczorek | 40,28    |
| DSQ   | BR Deutschland | Klaus Ehl Klaus-Dieter Bieler Manfred Ommer Franz-Peter Hofmeister |          |

Datum: 13. Juli

### 4 × 400 m Staffel
| Platz | Besetzung      | Land                                                           | Zeit (min) |
| ----- | -------------- | -------------------------------------------------------------- | ---------- |
| 1     | BR Deutschland | Karl Honz Hermann Köhler Horst-Rüdiger Schlöske Bernd Herrmann | 3:04‚5     |
| 2     | Polen          | Marian Gęsicki Mieczyslaw Wąsik Jan Balachowski Jan Werner     | 3:07,2     |

Datum: 14. Juli

### 20.000 m Bahngehen
| Platz | Athlet              | Land | Zeit (min) |
| ----- | ------------------- | ---- | ---------- |
| 1     | Bernd Kannenberg    | FRG  | 1:35:06,8  |
| 2     | Gerhard Weidner     | FRG  | 1:35;08,2  |
| 3     | Heinrich Schubert   | FRG  | 1:35:09,4  |
| 4     | Feliks Śliwiński    | POL  | 1:35:47,2  |
| 5     | Jan Ornoch          | POL  | 1:36:00,6  |
| 6     | Stanisław Korneljuk | POL  | 1:40:19‚0  |

Datum: 13. Juli

### Hochsprung
| Platz | Athlet            | Land | Höhe (m) |
| ----- | ----------------- | ---- | -------- |
| 1     | Walter Boller     | FRG  | 2,18     |
| 2     | Jacek Wszoła      | POL  | 2,14     |
| 3     | Janusz Wrzosek    | POL  | 2,11     |
| 4     | Theo Walpurgis    | FRG  | 2,08     |
| 5     | Bernd Mühle       | FRG  | 2,05     |
| 6     | Wlodzimierz Perka | POL  | 2,00     |

Datum: 13. Juli

### Stabhochsprung
| Platz | Athlet                | Land | Höhe (m) |
| ----- | --------------------- | ---- | -------- |
| 1     | Tadeusz Ślusarski     | POL  | 5,40     |
| 2     | Wojciech Buciarski    | POL  | 5,30     |
| 3     | Władysław Kozakiewicz | POL  | 5,00     |
| 4     | Heinz Busche          | FRG  | 5,00     |
| 5     | Günther Lohre         | FRG  | 4,80     |
| 6     | Reinhard Kuretzky     | FRG  | 4,60     |

Datum: 14. Juli

### Weitsprung
| Platz | Athlet               | Land | Weite (m) |
| ----- | -------------------- | ---- | --------- |
| 1     | Grzegorz Cybulski    | POL  | 7,87      |
| 2     | Ulrich Köwring       | FRG  | 7,79      |
| 3     | Joachim Busse        | FRG  | 7,77      |
| 4     | Andrzej Sontag       | POL  | 7,68      |
| 5     | Hans Baumgartner     | FRG  | 7,65      |
| 6     | Stanisław Szudrowicz | POL  | 7,57      |

Datum: 14. Juli

### Dreisprung
| Platz | Athlet              | Land | Weite (m) |
| ----- | ------------------- | ---- | --------- |
| 1     | Andrzej Sontag      | POL  | 16,63     |
| 2     | Ryszard Garnys      | POL  | 16,20     |
| 3     | Michał Joachimowski | POL  | 16,18     |
| 4     | Ludwig Franz        | FRG  | 16,11     |
| 5     | Richard Kick        | FRG  | 15,87     |
| 6     | Joachim Kugler      | FRG  | 15,72     |

Datum: 13. Juli

### Kugelstoßen
| Platz | Athlet             | Land | Weite (m) |
| ----- | ------------------ | ---- | --------- |
| 1     | Gerhard Steines    | FRG  | 19,59     |
| 2     | Ferdinand Schladen | FRG  | 19,54     |
| 3     | Edmund Antczak     | POL  | 18,68     |
| 4     | Josef Forst        | FRG  | 18,35     |
| 5     | Leszek Gajdzinski  | POL  | 18,34     |
| 6     | Tadeusz Sadza      | POL  | 18,02     |

Datum: 13. Juli

### Diskuswurf
| Platz | Athlet             | Land | Weite (m) |
| ----- | ------------------ | ---- | --------- |
| 1     | Hein-Direck Neu    | FRG  | 62,42     |
| 2     | Dirk Wippermann    | FRG  | 60,00     |
| 3     | Stanisław Wołodko  | POL  | 59,96     |
| 4     | Leszek Geldzinski  | POL  | 58,92     |
| 5     | Zbigniew Gryżboń   | POL  | 56,54     |
| 6     | Klaus-Peter Hennig | FRG  | 56,18     |

Datum: 14. Juli

### Hammerwurf
| Platz | Athlet             | Land | Weite (m) |
| ----- | ------------------ | ---- | --------- |
| 1     | Edwin Klein        | FRG  | 72,32     |
| 2     | Szymon Jagliński   | POL  | 69,96     |
| 3     | Manfred Hüning     | FRG  | 69,86     |
| 4     | Uwe Beyer          | FRG  | 69,60     |
| 5     | Janusz Rys         | POL  | 66,12     |
| 6     | Florian Kulczynski | POL  | 65,52     |

Datum: 14. Juli

### Speerwurf
| Platz | Athlet            | Land | Weite (m) |
| ----- | ----------------- | ---- | --------- |
| 1     | Klaus Wolfermann  | FRG  | 82,56     |
| 2     | Horst Timmer      | FRG  | 79,24     |
| 3     | Wieslaw Sieranski | POL  | 77,98     |
| 4     | Jacek Damszel     | POL  | 77,08     |
| 5     | Michael Wessing   | FRG  | 70,30     |
| 6     | Lech Krupiński    | POL  | 68,84     |

Datum: 13. Juli